# МТС 945
МТС 945 ГЛОНАСС — первый в мире смартфон, оснащённый чипом российской навигационной системы ГЛОНАСС. Телефон выпускался в рамках линейки телефонов от МТС в сотрудничестве с американским производителем чипов Qualcomm и китайским производителем телекоммуникационного оборудования ZTE. Продажи стартовали 31 марта 2011 года. Однако, после провала продаж от дальнейшего производства отказались.

## История
28 декабря 2010 года глава АФК "Система" Владимир Евтушенков и вице-премьер Сергей Иванов представили председателю правительства РФ Владимиру Путину МТС 945 - первый телефон, оборудованный двойной системой навигации ГЛОНАСС-GPS.
Во время встречи Владимир Евтушенко сказал: "Это первый в мире телефон с чипом ГЛОНАСС-GPS. Он соответствует iPhone 4." Однако, это не соответствовало действительности. После этой фразы Евтушенко за телефоном закрепилось название "русский убийца iPhone 4".
Телефон МТС 945, разработанный совместно компаниями "Ситроникс", Qualcomm и ZTE, как и планировалось, поступил в продажу в марте 2011 года по цене 10990 рублей.
По плану первая партия телефонов должна была составить 500 тысяч штук. В начале 2011 года этот объём был уменьшен до 100 тысяч. В итоге объем партии не превысил 5 тысяч штук. Об этом сообщил генеральный менеджер китайской ZTE по России Дин Хаомин в разговоре с CNews. Для распродажи этого объема смартфонов МТС потребовалось полгода.
В феврале 2012 года стало известно, что телефон провалился в продажах, а компания ZTE остановила производство МТС 945 из-за отсутствия спроса. До начала продаж ZTE планировала создать 3-5 моделей телефонов с поддержкой ГЛОНАСС, но продажи первого месяца поставили эти планы под сомнение и в итоге от них отказались. Huawei, который также планировал запуск телефона с ГЛОНАСС, в результате пересмотрел свои планы.

## Технические характеристики
Телефон оснащен процессором Qualcomm MSM 7230 и работает под управлением свободной операционной системы Android. По словам Владимира Евтушенкова, представившего устройство Владимиру Путину, выбор платформы обусловлен «бурным ростом рынка смартфонов на ОС Android в мире и в России».
Телефон способен принимать сигналы двух навигационных систем: ГЛОНАСС и GPS.

## Критика
Сравнительный тест смартфонов МТС 945 ГЛОНАСС и Highscreen Cosmo, так же работающего под управлением Android 2.2 и принимающего только сигналы GPS, показал, что смартфон от МТС по техническим характеристикам и скорости работы навигации не превосходит обычного Android-смартфона. При этом цена на МТС 945 ГЛОНАСС значительно выше, чем у других устройств этого уровня.

## Следующая модель
В мае 2012 года МТС запустила в продажу второй смартфон с ГЛОНАСС - МТС 962.
Цена новой модели в два раза ниже предшественника - составляет около 5,3 тыс. руб.
На этот раз партнёром МТС стала компания Alcatel.